# Pegangsaan
Pegangsaan is een plaats (wijk) - (kelurahan) in het bestuurlijke gebied Menteng, Jakarta Pusat (Centraal-Jakarta) in de provincie Jakarta, Indonesië.  De plaats telt 20.557 inwoners (volkstelling 2010).